# Patience (KSI-dal)
A Patience a brit rapper KSI kislemeze, az All Over the Place albumáról. A dalon közreműködött Yungblud és Polo G. 2021. március 12-én jelent meg digitális letöltésként és streaming platformokon. Három nappal később megjelent a videóklip a dalhoz. A Patience harmadik helyig jutott a Brit kislemezlistán és szerepelt a slágerlistákon Ausztráliában, Magyarországon, Belgiumban, Kanadában, Dániában, Írországban, Litvániában, Hollandiában, Norvégiában, Svédországban és az Egyesült Államokban.

## Közreműködő előadók
A Tidal adatai alapján.
- KSI – dalszerző, vokál
- Yungblud – dalszerző, vokál
- Polo G – dalszerző, vokál
- Matt Schwartz – producer, dalszerző
- Digital Farm Animals – dalszerző
- Red Triangle – dalszerző
- YAMI – dalszerző
- S-X – dalszerző
- Diego Ave – dalszerző
- Yoshi – dalszerző
- Peter Jideonwo – dalszerző
- John Hanes – hangmérnök
- Serban Ghenea – hangmérnök
- Joe LaPorta – hangmérnök

## Slágerlisták
| Slágerlista (2021)                            | Legmagasabb pozíció |
| --------------------------------------------- | ------------------- |
| Ausztrália (ARIA)                             | 61                  |
| Belgium (Ultratop Flanders R&B/Hip-Hop)       | 47                  |
| Belgium (Ultratop Wallonia Airplay)           | 50                  |
| Dánia (Tracklisten Top 40)                    | 37                  |
| Egyesült Királyság (UK Singles Chart)         | 3                   |
| Európa (Euro Digital Songs)                   | 2                   |
| Global 200 (Billboard)                        | 102                 |
| Hollandia (Single Tip)                        | 8                   |
| Horvátország (HRT)                            | 36                  |
| Írország (IRMA)                               | 8                   |
| Kanada (Canadian Hot 100)                     | 94                  |
| Litvánia (AGATA)                              | 85                  |
| Magyarország (Single Top 40)                  | 15                  |
| Mexikó (Billboard Mexico Ingles Airplay)      | 19                  |
| Norvégia (VG-lista)                           | 37                  |
| Svédország (Sverigetopplistan Heatseeker)     | 5                   |
| Szlovákia (Rádio Top 100)                     | 75                  |
| US Bubbling Under Hot 100 Singles (Billboard) | 5                   |
| US Digital Songs (Billboard)                  | 5                   |
| Új-Zéland (RMNZ Hot Singles)                  | 4                   |

## Minősítések
| Régió                                                            | Minősítés  | Eladott példányszám |
| ---------------------------------------------------------------- | ---------- | ------------------- |
| Egyesült Királyság (BPI)                                         | Ezüstlemez | 200 000             |
| ‡ Eladási+streaming példányszámok kizárólag a minősítés alapján. |            |                     |

## Kiadások
| Régió       | Megjelenés        | Formátum(ok)                     | Kiadás     | Kiadó(k)    | For.   |
| ----------- | ----------------- | -------------------------------- | ---------- | ----------- | ------ |
| Világszerte | 2021. március 12. | - digitális letöltés - streaming | Eredeti    | - RBC - BMG | [ 24 ] |
| Világszerte | 2021. március 19. | - digitális letöltés - streaming | Akusztikus | - RBC - BMG | [ 25 ] |
| Világszerte | 2021. július 16.  | - digitális letöltés - streaming | Hangszeres | - RBC - BMG |        |